# Neil Young: Heart of Gold
Pour plus de détails, voir Fiche technique et Distribution.
Neil Young: Heart of Gold est un film américain réalisé par Jonathan Demme, sorti en 2006.

## Synopsis
Ce documentaire retrace deux concerts de Neil Young

## Fiche technique
- Titre : Neil Young: Heart of Gold
- Réalisation : Jonathan Demme
- Musique : Neil Young
- Photographie : Ellen Kuras
- Montage : Andy Keir
- Production : Jonathan Demme, Tom Hanks et Ilona Herzberg
- Société de production : Clinica Estetico, Playtone, Shakey Pictures et Shangri-La Entertainment
- Société de distribution : United International Pictures (France) et Paramount Vantage (États-Unis)
- Pays :  États-Unis
- Genre : Documentaire
- Durée : 103 minutes
- Dates de sortie : 
  -  États-Unis : 17 février 2006
  -  France : 27 septembre 2006

## Accueil
Le film a reçu un accueil très favorable de la critique. Il obtient un score moyen de 85 % sur Metacritic.